# مارتسپورنبا
مارتسپورنبا (به لاتین: Marcyporęba) یک روستا در لهستان است که در گمینا بژژنگتسا (استان لهستان کوچک‌تر) واقع شده‌است. مارتسپورنبا ۹۶۰ نفر جمعیت دارد.